# آدالا-شوخگلمر
آدالا-شوخگلمر (به لاتین: Addala-Shukhgelmeer) یک کوه در روسیه است که در داغستان واقع شده‌است. آدالا-شوخگلمر ۴٬۱۵۲ متر بالاتر از سطح دریا واقع شده‌است.